# Tell es-Sultan
Tel es-Sultan (àrab: تل السلطان, Tall as-Sulṭān, ‘Turó del Sultà’), Tel Jericó o Antic Jericó és un jaciment arqueològic situat a Jericó, Cisjordània, Es tracta d'un gran túmul artificial de 21 metres d'alçada i d'una superfície d'aproximadament una hectàrea. Situat a una profunditat de 258 metres sota el nivell del mar, l'indret es considera el punt més baix de la superfície de la terra. El tel va ser habitat des del X mil·lenni aC i ha estat anomenat «la ciutat més antiga del món», amb nombroses troballes arqueològiques importants. El jaciment també destaca pel seu paper en la història de l'arqueologia llevantina.
Tell es -Sultan es troba a la llista provisional per a ser inscrit com a Patrimoni de la Humanitat per la UNESCO.

## Història

### Caçadors-recol·lectors natufians (c. 10.000 - 9000 aC)
El primer assentament permanent al lloc es va desenvolupar entre el 10.000 i el 9.000 aC. Durant el període de fred i sequera del Dryas recent, l'ocupació permanent de qualsevol lloc era impossible. Tanmateix, Tell es-Sultan era un campament recurrent per als grups de caçadors-recol·lectors natufians a causa de la propera font d'Ein as-Sultan; Aquests caçadors-recol·lectors van deixar registres en forma de nombrosos micròlits en forma de mitja lluna. Al voltant de l'any 9600 aC, les sequeres i el fred del període Dryas recent van remetre, fent possible que els grups natufians allarguessin la durada de les seves estades al lloc i que, finalment, hi acabessin bastint habitatges per a estar-s'hi tot l'any d'una manera permanent. Les construccions trobades d'època epipaleolítica sembla que van ser anteriors a la invenció de l'agricultura; aquestes construccions natufianes que va començar abans del 9000 aC, són dels inicis de l'Holocè dins de la història geològica.

### Neolític preceràmic (c. 8500 - 6500 aC)

#### Neolític preceràmic A (PPNA)
La fase A del Neolític preceràmic a Tell es-Sultan (ca. 8500 – 7500 aC) va veure l'aparició d'una de les primeres grans proto-ciutats del món. A mesura que el món s'escalfava, va sorgir una nova cultura basada en l'agricultura i l'habitatge sedentari, que els arqueòlegs han denominat "Neolític preceràmic A" (abreujat com a PPNA en les seves sigles en anglès) o a vegades també "sultanià" pel jaciment de Jericó. Els pobles PPNA es caracteritzen per la construcció de petits habitatges circulars, l'enterrament dels morts sota el sòl dels edificis, la dependència encara de la caça salvatge, el cultiu de cereals salvatges o domèstics i perquè encara no s'utilitza la ceràmica.
La ciutat del període PPNA, un assentament d'uns 40.000 m², contenia cases de base circular fetes de maó de fang, però sense planificació del carrers. Els habitatges circulars es construïen amb maons d'argila i palla deixats assecar al sol, que s'arrebossaven amb un morter de fang. Cada casa feia uns 5 metres d'ample i estava coberta amb branques untades de fang. Les llars es trobaven dins i fora de les cases.

La identitat i el nombre d'habitants de Jericó durant el període PPNA encara està en debat, amb estimacions que van de les 2000-3000 persones, fins a les 200-300. Se sap que aquesta població havia domesticat blat, ordi i llegums i caçava animals salvatges.

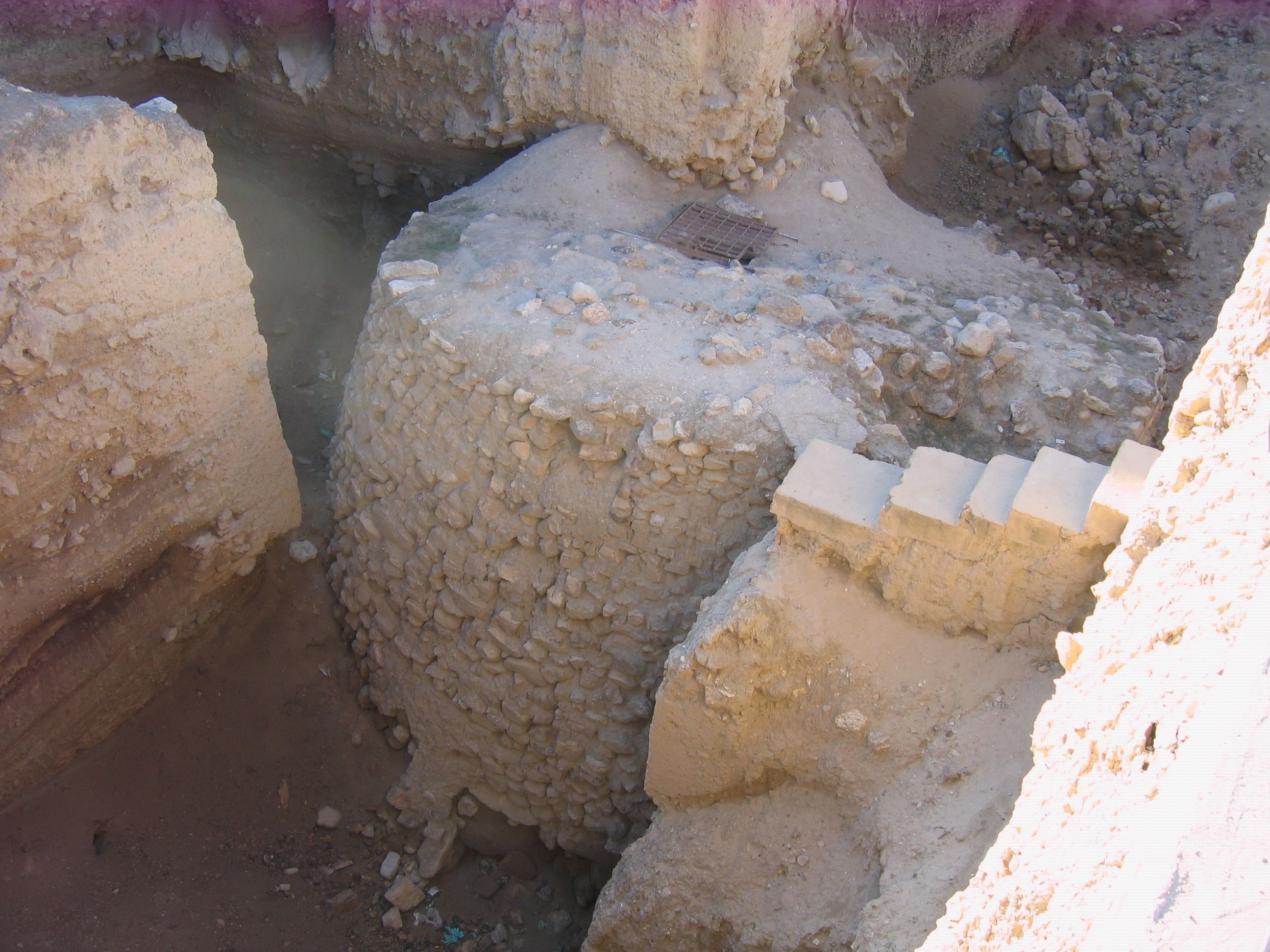
Torre de Jericó.

La ciutat estava envoltada per un mur massís de pedra de més de 3,6 metres d'alçada i 1,8 metres d'ample a la base. Al mig de la ciutat hi havia també una torre de pedra, col·locada. al centre del costat oest del tell. Aquesta torre va ser l'estructura més alta del món fins a la piràmide de Djoser, i la segona torre més antiga després de la de Tell Qaramel. La muralla i la torre es van construir al voltant de l'any 8000 aC. Per a la torre, les dates de carboni publicades el 1981 i el 1983 indiquen que es va construir al voltant del 8300 aC i es va mantenir en ús fins aproximadament el 7800 aC. La muralla i la torre haurien necessitat més de cent persones treballant durant cent dies per a construir-se, el que suggereix algun tipus d'organització social i divisió del treball.
Les principals estructures destaquen la importància del tel per a la comprensió dels patrons d'assentament en el període sultanià al sud del Llevant.

#### Neolític preceràmic B (PPNB)

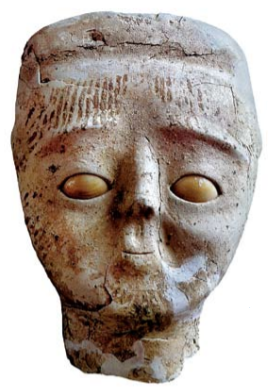
Figura trobada a Jericó. Amb una cronologia de c. 7000 aC, es troba entre les representacions més antigues d'un rostre humà mai trobades.

Al cap d'uns segles, el primer assentament va ser abandonat. Després de la fase d'assentament del PPNA hi va haver un parèntesi d'ocupació de diversos segles abans de la fundació de l'assentament del Neolític preceràmic B. Aquest segon assentament, establert l'any 6800 aC, sembla que va ser bastit per un poble invasor que va absorbir culturalment als habitants originaris. Les peces trobades al lloc que daten d'aquest període inclouen deu cranis humans arrebossats i pintats per reconstituir els trets dels individus, que representen un dels primers exemples de retrat en la història de l'art. Es creu que aquests cranis es conservaven a les cases de la gent mentre que els cossos s'enterraven.
L'arquitectura constava d'edificis rectilinis fets de tàpia sobre fonaments de pedra. Els maons de fang tenien forma de pa amb empremtes de polze profundes per facilitar la manipulació. No s'ha excavat cap edifici completament. Normalment, diverses habitacions s'agrupen al voltant d'un pati central. Hi ha una habitació gran (6,5 m × 4 m) i una segona habitació un xic més petita (7 m × 3 m) que conté divisions internes. La resta de les àrees són petites i presumiblement s'utilitzaven per a l'emmagatzematge. Les habitacions tenen terres tipus terratzo de color vermell o rosat fets de calç. S'han conservat algunes impressions de catifes fetes de canyes o joncs. Els patis tenen terres de fang.
L'arqueòloga anglesa Kathleen Kenyon va interpretar un dels edificis d'aquest període com a un santuari. Contenia una fornícula a la paret. Un pilar estellat de pedra volcànica que es va trobar a prop podria haver encaixat en aquest nínxol.
Els morts eren enterrats sota els sòls de les cases o en la runa d'edificis abandonats. Hi ha diversos enterraments col·lectius. No tots els esquelets estan completament articulats, cosa que podria indicar un temps d'exposició dels cossos abans de l'enterrament. Un amagatall de cranis contenia set calaveres. Els van treure les mandíbules i els van cobrir les cares amb guix; els cauris es van fer servir com a substitutius dels ulls. En total es van trobar un total de deu cranis d'aquest període. També s'han trobat cranis modelats a Tell Ramad i Beisamun.

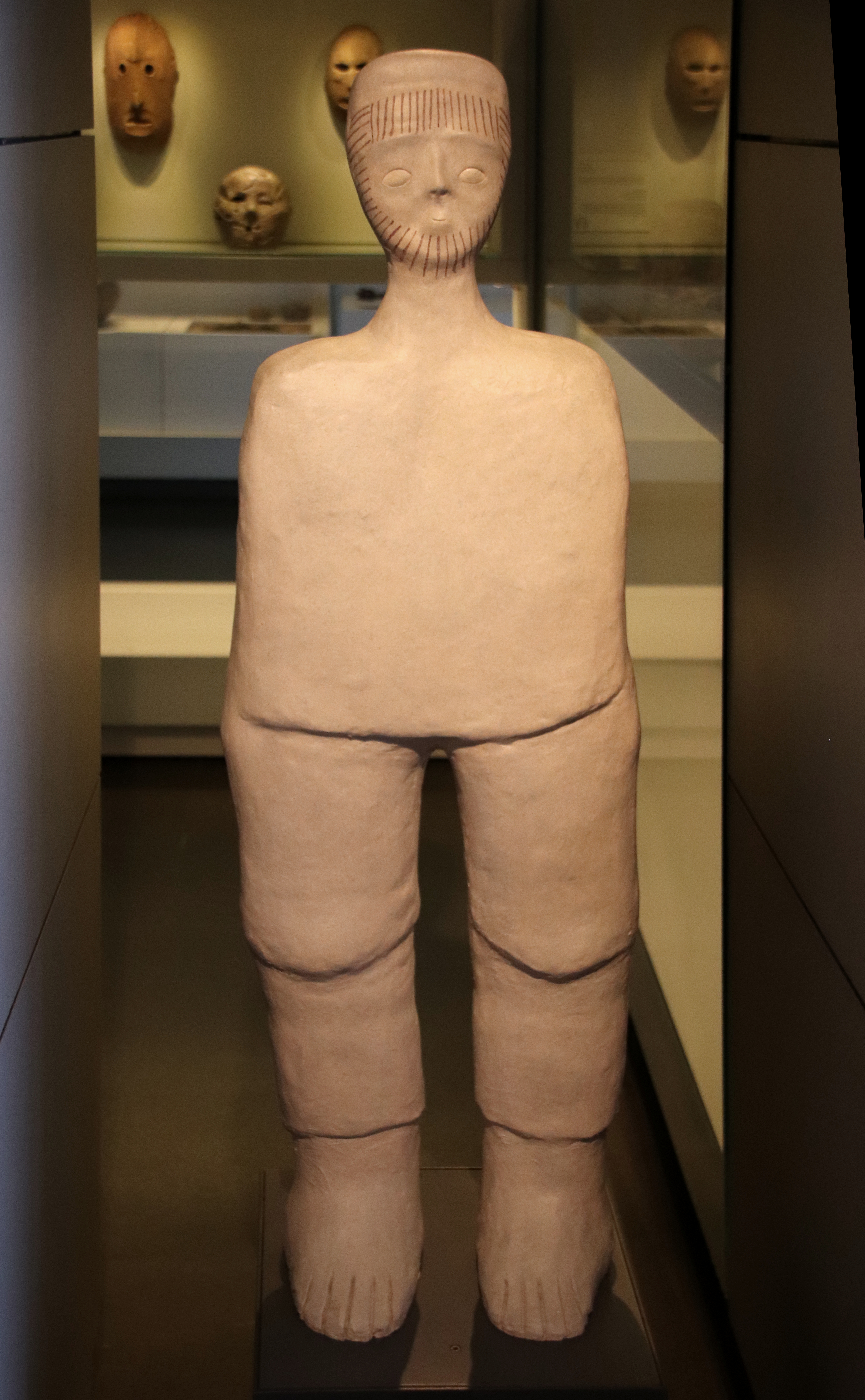
Estàtua d'argila de Jericó (7000 aC). reconstrucció exposada al Museu d'Israel.

Altres troballes han estat peces de sílex, com ara puntes de fletxa, fulles de falç de tipus denticulat, burins, raspadors o destrals, i trossos d'obsidiana i obsidiana verda d'una font desconeguda. També s'hi han trobat molinets, pedres de martell i algunes destrals de pedra tallada fetes de pedra verda. Altres objectes descoberts inclouen plats i bols tallats en pedra calcària tova, fusts fets de pedra i possibles peses de teler, espàtules i broques, figures de guix estilitzades antropomòrfes, figuretes d'argila antropomorfes i teriantròpiques (humans amb trets animals) gairebé a mida natural, així com perles de petxina i malaquita.

### Edat del Bronze (c. 3000 - 1200 aC)

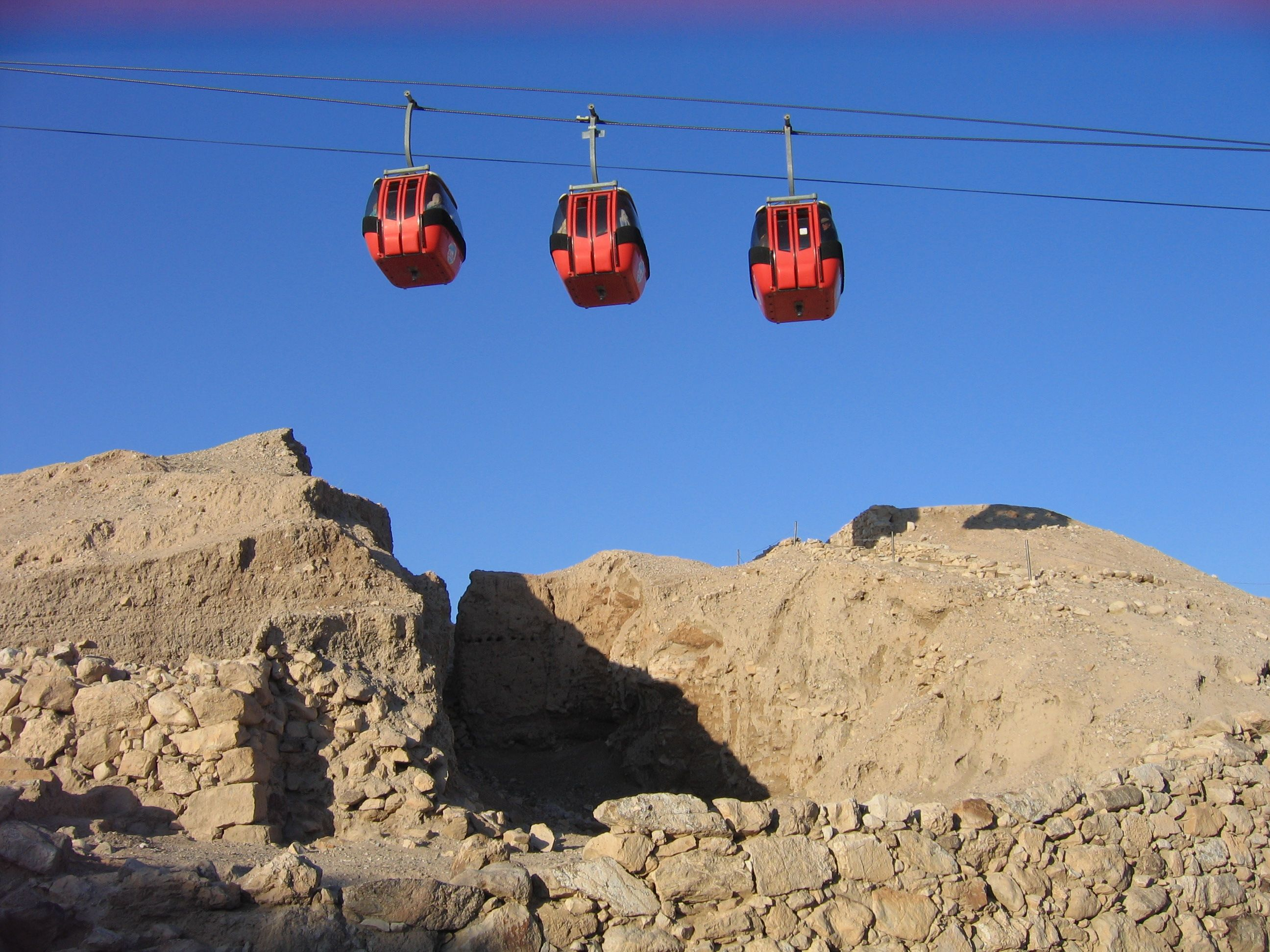
Muralles de l'edat de bronze (telefèric de Jericó al monestir de la temptació).

A partir del 4500 aC s'hi van anar succeint un seguit d'ocupacions, de les quals la que va començar el 2600 aC és la que va desenvolupar un assentament més gran.
Tell es-Sultan va estar contínuament ocupat fins a finals del bronze mitjà (2100-1550 aC), fins que el lloc va ser destruït i va deixar de servir com a nucli urbà. Durant aquest període, la ciutat estava envoltada per extenses muralles defensives reforçades amb torres rectangulars, i posseïa un extens cementiri amb sepulcres de pou vertical i cambres funeràries subterrànies; les elaborades ofrenes funeràries en algunes d'aquestes podrien reflectir l'aparició de reis locals.
Durant el bronze mitjà, Tell es-Sultan era una petita ciutat destacada de la regió de Canaan, que va assolir la seva màxima extensió de l'edat del bronze entre el 1700 i el 1550 aC. Segurament fos la major urbanització de la zona d'aquella època, cosa que s'ha relacionat amb l'ascens dels maryannu, una classe d'aristòcrates que utilitzaven carros de guerra, els quals estaven vinculats a l'ascens de l'estat mitanni al nord. Kathleen Kenyon va dir que "...l'edat del bronze mitjà és potser la més pròspera de tota la història de Canaan... Les defenses... pertanyen a una data força avançada en aquest període" i hi havia "un revestiment de pedra massiva... part d'un sistema complex" de defenses. La ciutat de l'edat del bronze va caure al segle XVI aC, al final del bronze mitjà; les restes de carboni calibrades de la capa de destrucció de la Ciutat-IV daten del 1617 al 1530 aC. En particular, aquesta datació amb carboni (c. 1573 aC) va confirmar l'exactitud de la datació estratigràfica (c. 1550) de Kenyon.

### Edat del ferro (c. 1200 - 500 aC)
Tell es-Sultan va romandre desocupat des de final del segles XV fins als segles X-IX aC, quan la ciutat va ser reconstruïda. D'aquesta nova ciutat no en queda gaire més que una casa de quatre habitacions al vessant est del tel. Al segle VII Jericó s'havia convertit en una ciutat extensa, però aquest assentament va ser destruït durant la conquesta babilònica de Judà de principis del segle VI.

### Abandonament del tel
Després de la destrucció de la ciutat judaïta pels babilonis, tot el que va ser reconstruït en el període persa com a part de la Restauració després de la captivitat de Babilònia, va deixar molt poques restes. El tel va ser abandonat com a lloc d'assentament poc després d'aquest període.

## Excavació arqueològica
Les primeres excavacions dels tels que hi ha al voltant d'Ein as-Sultan (àrab: عين سلطان, "La font del Sultà") van ser realitzades per l'oficial britànic Charles Warren el 1868 en nom de la Fundació per a l'exploració de Palestina. Warren va arribar a excavar nou monticles de la zona; durant una de les excavacions a Tell es-Sultan els seus treballadors van excavar a través dels maons de fang d'una paret sense adonar-se de què era.

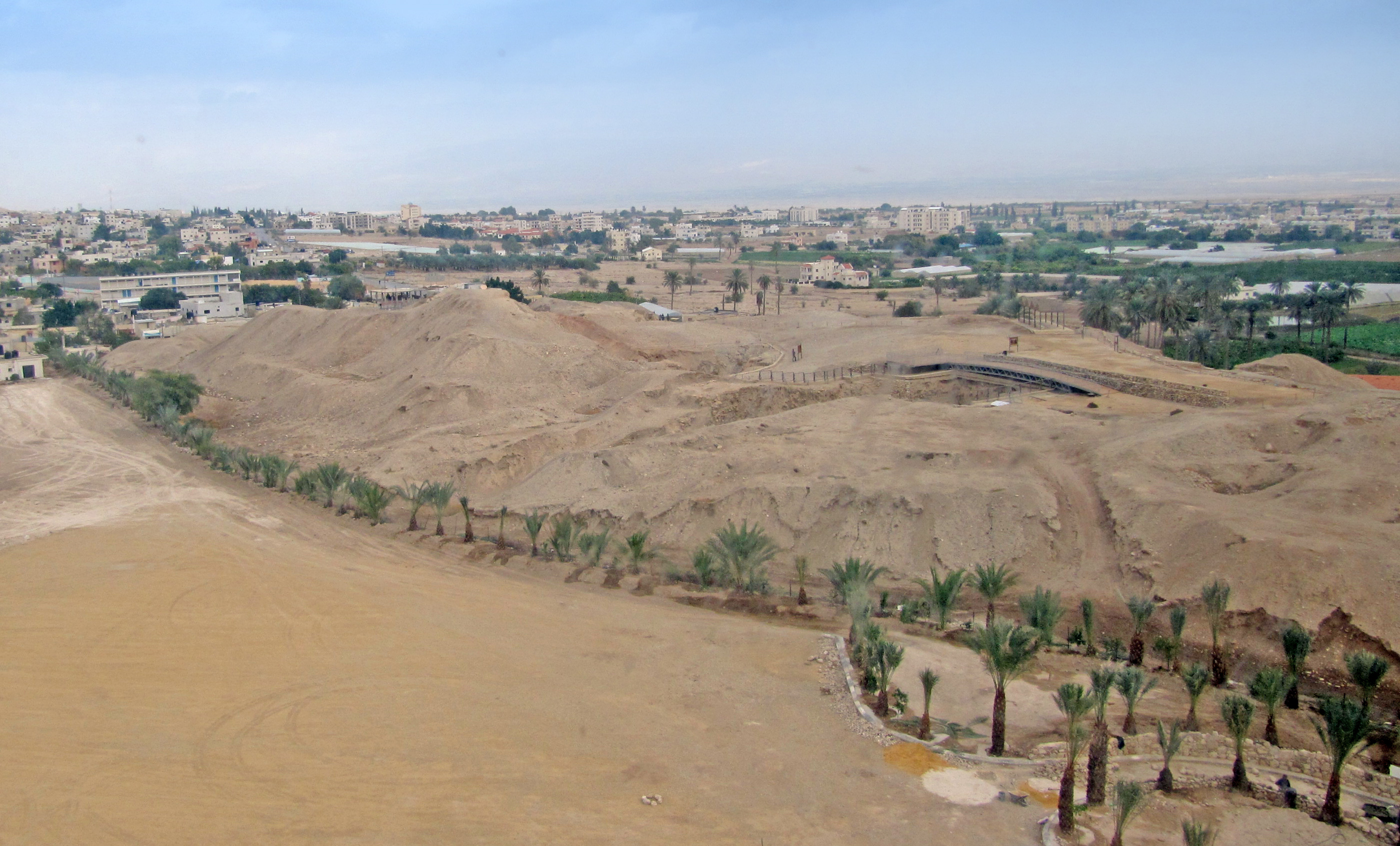
Tell es-Sultan.

Ernst Sellin i Carl Watzinger van excavar Tell es-Sultan i Tulul Abu el-'Alayiq entre 1907 i 1909, i el 1911, trobant les restes de dos murs que inicialment van suggerir que recolzaven el relat bíblic de la batalla de Jericó. Més tard van revisar aquesta conclusió i van datar les seves troballes a l'edat del bronze mitjà (1950-1550 aC).
El jaciment va ser excavat de nou per John Garstang entre 1930 i 1936, el qual va tornar a plantejar la idea que les restes de la paret superior eren les descrites a la Bíblia, i datades al voltant del 1400 aC.
Kathleen Kenyon va fer àmplies investigacions utilitzant tècniques més modernes entre 1952 i 1958. Les seves excavacions van descobrir una torre i un mur a la rasa I. Kenyon va proporcionar proves que ambdues construccions dataven de molt abans que les estimacions anteriors de l'edat del jaciment, i eren part d'una proto-ciutat primitiva. Les seves excavacions van trobar una sèrie de disset muralles de principis de l'edat del bronze, algunes de les quals va pensar que podrien haver estat destruïdes pels terratrèmols. L'última de les muralles es va alçar amb pressa, la qual cosa indicaria que l'assentament hauria estat destruït per invasors nòmades. Una altra muralla va ser construïda per una cultura més sofisticada durant el bronze mitjà amb una escarpa (pendent) costeruda arrebossada amb maons de fang a la part superior.
Lorenzo Nigro i Nicolo Marchetti van realitzar excavacions el 1997-2000. Des de 2009 el projecte arqueològic italo-palestí d'excavació i restauració va ser reprès per la Universitat de Roma La Sapienza i el MOTA-DACH palestí sota la direcció de Lorenzo Nigro i Hamdan Taha.

## Muralles de Jericó
La muralla de la ciutat de l'era PPNA es va dissenyar amb finalitats defensives o de protecció contra inundacions; la seva magnitud, d'aproximadament d'1,5 a 2 metres de gruix per de 3,7 a 5,2 metres d'alt, així com també la de la torre, suggereix tanmateix una finalitat defensiva. Està datada d'aproximadament el 8000 aC. Si s'interpreta com una "fortificació urbana", la muralla de Jericó és la muralla descoberta pels arqueòlegs més antiga del món. Al voltant de la muralla hi havia una séquia de 8,2 metres d'ample per 2,7 metres de profunditat, tallada a través de roca sòlida amb una circumferència al voltant de la ciutat de 600 metres de longitud. Kenyon va comentar que "la mà d'obra implicada en l'excavació d'aquesta rasa en roca sòlida devia ser tremenda".

Fases de construcció de la muralla de Jericó
Fase I: Es va construir un mur perimetral de pedra de 3,6 m d'alçada (en vermell), adossat a la cara exterior de la torre.
Fase II: S'hi va afegir un mur addicional (en vermell) i una rasa exterior. L'espai entre els dos murs (en rosat) es va omplir del material sortint de la rasa. Per reforçar la torre es va construir un mur de revestiment que va incorporar part del primer mur.
Fase III: A mesura que la rasa en va anar acaramullant, es va construir un nou mur (en vermell) sobre les restes dels dos anteriors. Alhora es va bloquejar l'entrada inferior a la torre.

## Torre de Jericó

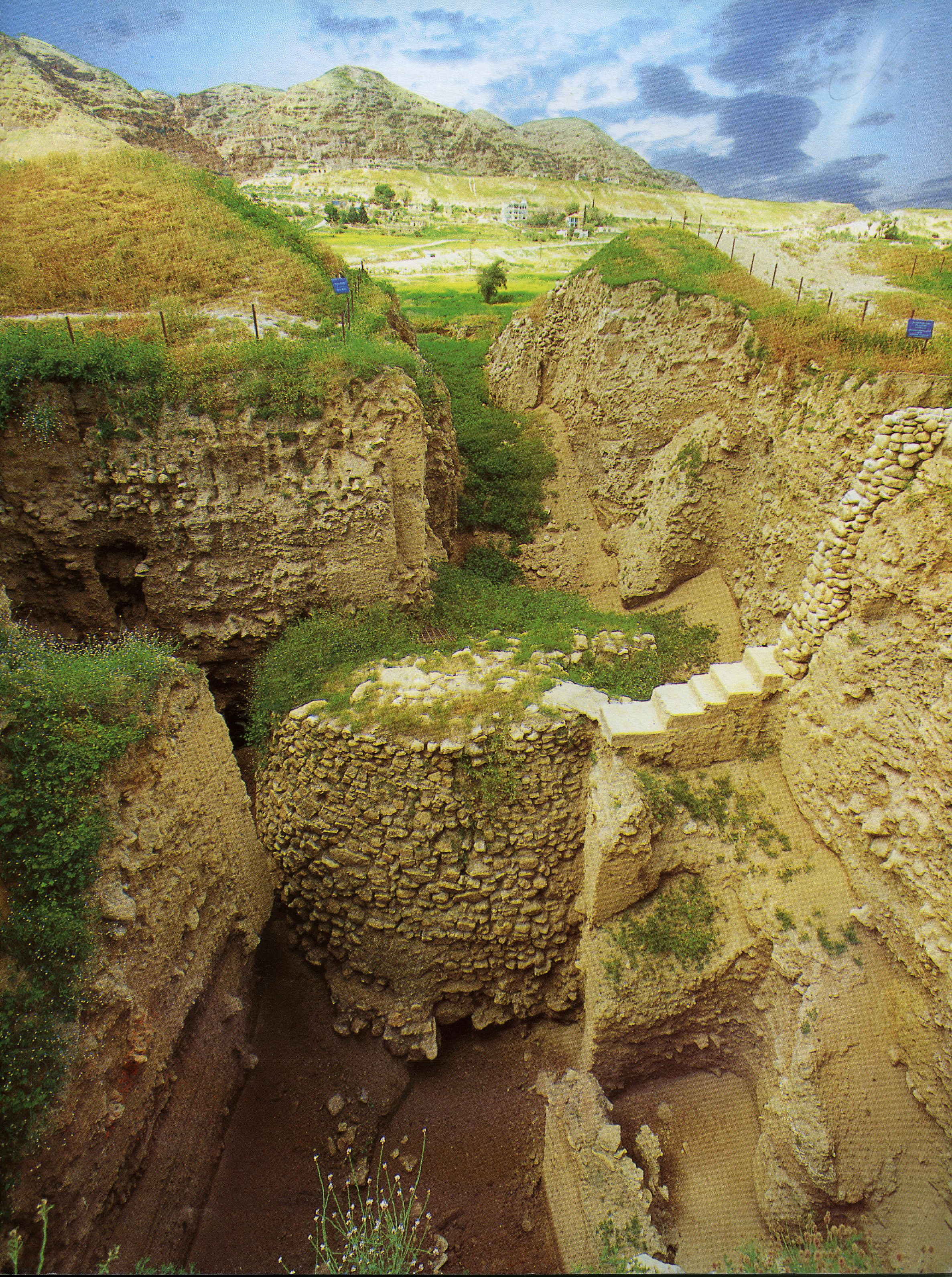
Torre de Jericó.

La Torre de Jericó és una estructura de pedra de 8,5 metres d'alçada construïda durant el Neolític preceràmic A, al voltant de l'any 8000 aC. És un dels primers monuments de pedra de la humanitat. De forma cònica, la torre té gairebé 9 metres de diàmetre a la base, disminuint fins a 7 metres a la part superior, amb parets d'aproximadament 1,5 metres de gruix. Conté una escala interior amb 22 graons de pedra. Es calcula que la construcció de la torre va comportar 11.000 jornades de treball. Estudis recents de Ran Barkai de la Universitat de Tel-Aviv i Roy Liran han plantejat usos més aviat astronòmics i socials, que no pas militars, en la construcció de la torre.